# Nicolás Freitas
Nicolás Andrés Freitas Silva (Montevideo, 8 giugno 1987) è un calciatore uruguaiano, centrocampista del Bella Vista.

## Palmarès

### Club

#### Competizioni statali
- Campionato Gaúcho: 1

Internacional: 2015

#### Competizioni nazionali
- Campionato uruguaiano: 1

Peñarol: 2017